# 1936
1936 (MCMXXXVI) a fost un an bisect al calendarului gregorian, care a început într-o zi de miercuri.

## Evenimente

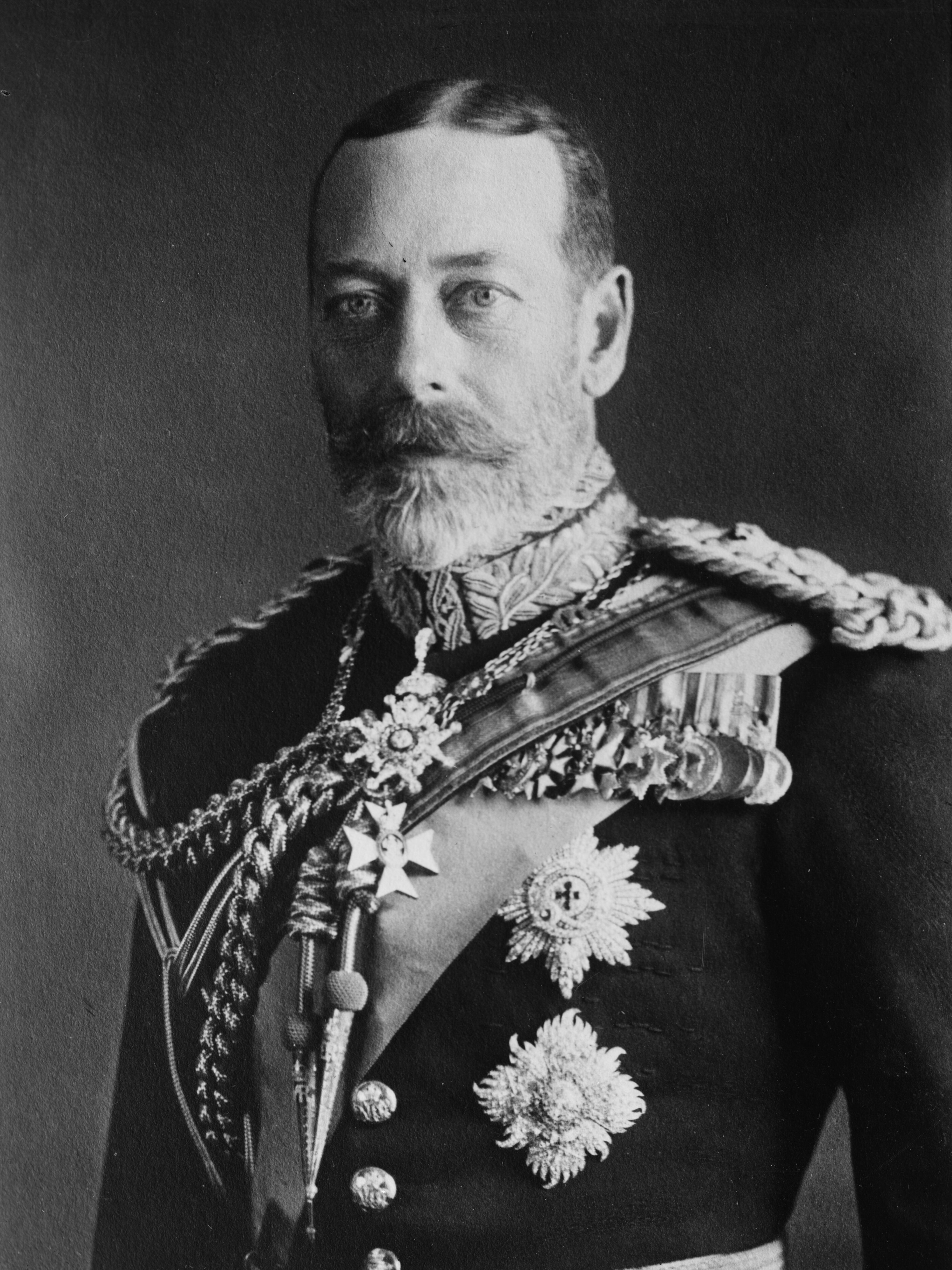
20 ianuarie: Moare, la vârsta de 70 de ani, Regele George al V-lea al Regatului Unit.

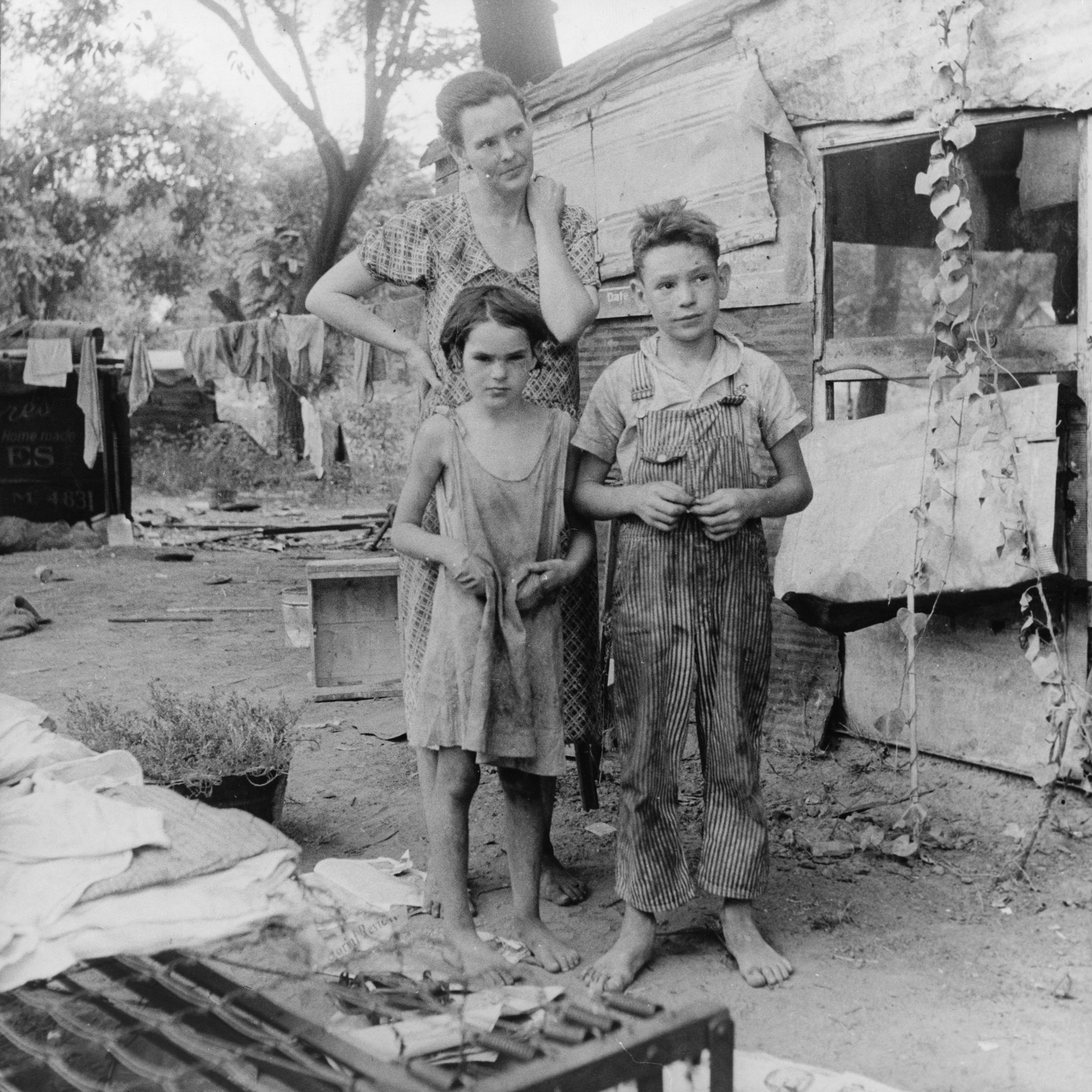
Familie americană în timpul Marii crize economice, Oklahoma.

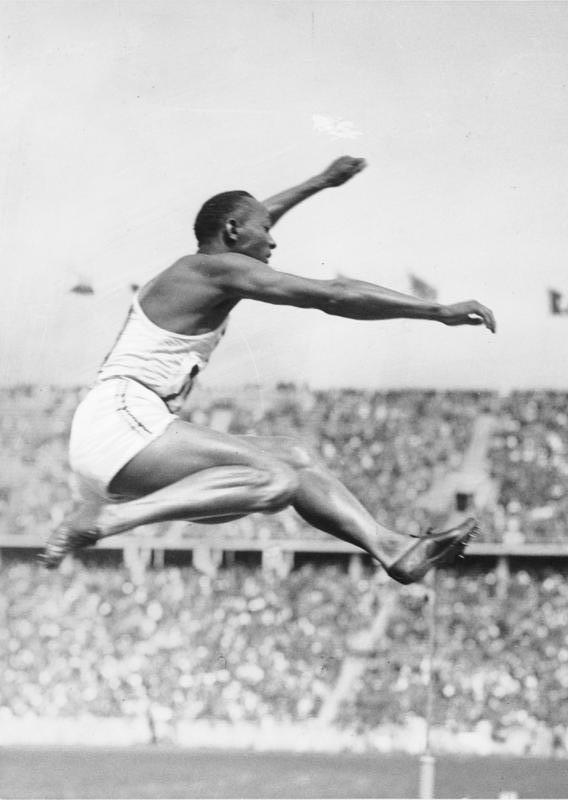
2 august: Jocurile Olimpice de vară de la Berlin vor fi exploatate în scopuri de propagandă.

1 decembrie: Inaugurarea Arcului de Triumf din București.

### Ianuarie
- 1 ianuarie: România: Monetăria Statului își începe activitatea odată cu baterea monedelor de 250 lei din argint având o puritate de 750 ‰. Această emisiune care a numărat 4.500.000 de piese a fost finalizată în luna august 1936.
- 3 ianuarie: A fost alcătuit primul top de muzică pop, pe baza vânzărilor de discuri, publicat de revista Billboard, New York.
- 20 ianuarie: Moare, la vârsta de 70 de ani, Regele George al V-lea al Regatului Unit. Fiul său Eduard al VIII-lea îi succede la tron. Titlul de Prinț de Wales nu va mai fi folosit pentru următorii 22 de ani.

### Februarie
- 4 februarie: Radium E devine primul element radioactiv care se realizează sintetic.
- 6 februarie: Jocurile Olimpice de Iarnă se deschid la Garmisch-Partenkirchen, Germania.
- 29 februarie: Împăratul dispune armatei japoneze să aresteze 123 de conspiratori din birouri guvernamentale; 19 dintre ei sunt executați în luna iulie.

### Martie
- 9 martie: Japonia: Împăratul Hirohito numește ca prim-ministru un ultranaționalist, Hirota Kôki.
- 13 martie: A avut loc premiera absolută, la Opera Mare din Paris, a tragediei Oedip de George Enescu.
- 17 martie: Regele Carol al II-lea a promulgat Codul Penal și Codul de procedură penală; vor intra în vigoare la 1 ianuarie 1937.
- 20 martie: Scrisori anonime cu amenințări de moarte adresate lui Armand Călinescu sunt predate parchetului.

### Mai
- 7 mai: Italia anexează Etiopia.
- 27 mai: Nava britanică de pasageri, Queen Mary, a plecat în primul ei voiaj, spre Franța.

### Iunie
- 20 iunie: A avut loc Conferința Internațională de la Montreux, Elveția, ce a avut ca scop stabilirea unui nou regim al strâmtorilor Bosfor și Dardanele.

### Iulie
- 18 iulie: În Spania începe rebeliunea generalului Francisco Franco împotriva guvernului legal ales al țării, declașându-se războiul civil.
- 28 iulie: Cupa Davis: Marea Britanie învinge Australia.

### August
- 2 august: Jocurile Olimpice de vară se deschid la Berlin, Germania; România s-a clasat pe poziția 25, cu o medalie de argint.
- 29 august: În urma presiunilor cercurilor guvernamentale din Germania și Italia, Nicolae Titulescu este înlăturat de la conducerea Ministerului de Externe.

### Octombrie
- 25 octombrie: Adolf Hitler și Benito Mussolini au creat Axa Roma-Berlin.

### Noiembrie
- 26 noiembrie: Pactul Anti-Comintern este semnat de Germania și Japonia.

### Decembrie
- 1 decembrie: S-a terminat reconstruirea (din beton armat și granit de Deva) a Arcului de Triumf din București; la inaugurare au fost prezenți Regele Carol al II-lea și Regina Maria.
- 5 decembrie: Uniunea Sovietică adoptă o nouă constituție.
- 11 decembrie: Regele Eduard al VIII-le al Regatului Unit, anunță, printr-un comunicat radiofonic, abdicarea de la tron, în favoarea fratelui său, George al VI-lea al Regatului Unit, și opțiunea pentru o viață normală, dincolo de celebritate, alături de femeia pe care o iubește, americana Wallis Simpson.
- 12 decembrie: George al VI-lea al Regatului Unit accede la tron.

### Nedatate
- octombrie: Joachim von Ribbentrop este numit ambasador la Londra.
- British Airways. Companie internațională de transport aerian, cu sediul la Londra, înființată prin fuziunea a trei companii minore.
- Începe construirea Catedralei Mitropolitane din Timișoara (1936-1941).
- Începe construirea noului sediu al Bibliotecii Academiei Române care va fi terminată în 1937.
- Marea Epurare în Uniunea Sovietică, unde au decedat 681.692 de persoane.
- Se înființează clubul de fotbal Uzinele Astra Brașov (ulterior FC Brașov).
- Ultimul exemplar de tigru tasmanian a murit în captivitate, la Grădina zoologică Beaumaris din Hobart (Australia).

## Arte, știință, literatură și filozofie
- 2 mai: "Petrică și lupul", o poveste rusă pe muzica compusă de Sergei Prokofiev, debutează la Teatrul Nezlobin din Moscova.
- 30 iunie: Se publică romanul "Pe aripile vântului" al scriitoarei americane Margaret Mitchell.
- 15 iulie: A apărut, la București, săptămânalul "Cuget clar", revistă de direcție literară, artistică și culturală, sub conducerea lui Nicolae Iorga. Revista va apărea până la 17 noiembrie 1940.
- Astronomul american Edwin Hubble clasifică galaxiile după aspect.
- Constantin Noica publică Concepte deschise în istoria filozofiei la Descartes, Leibniz și Kant.
- Emil Cioran publică Cartea amăgirilor, Schimbarea la față a Romăniei.
- Gellu Naum publică Drumețul incendiar, poeme.
- Lucian Blaga publică Spațiul mioritic.
- Mircea Eliade publică în România Domnișoara Christina, iar la Paris teza de doctorat Istoria comparată a tehnicilor Yoga; la Universitate ține seminarul asupra cărții a XII-a din Metafizica lui Aristotel.
- Pelicula Mutiny on the Bounty (Revolta de pe Bounty) primește Premiul Oscar pentru cel mai bun film.
- Tudor Argezi a primit pentru prima oară Premiul National de Poezie.
- Tudor Vianu publică Estetica, Volumul II.

## Nașteri

### Ianuarie

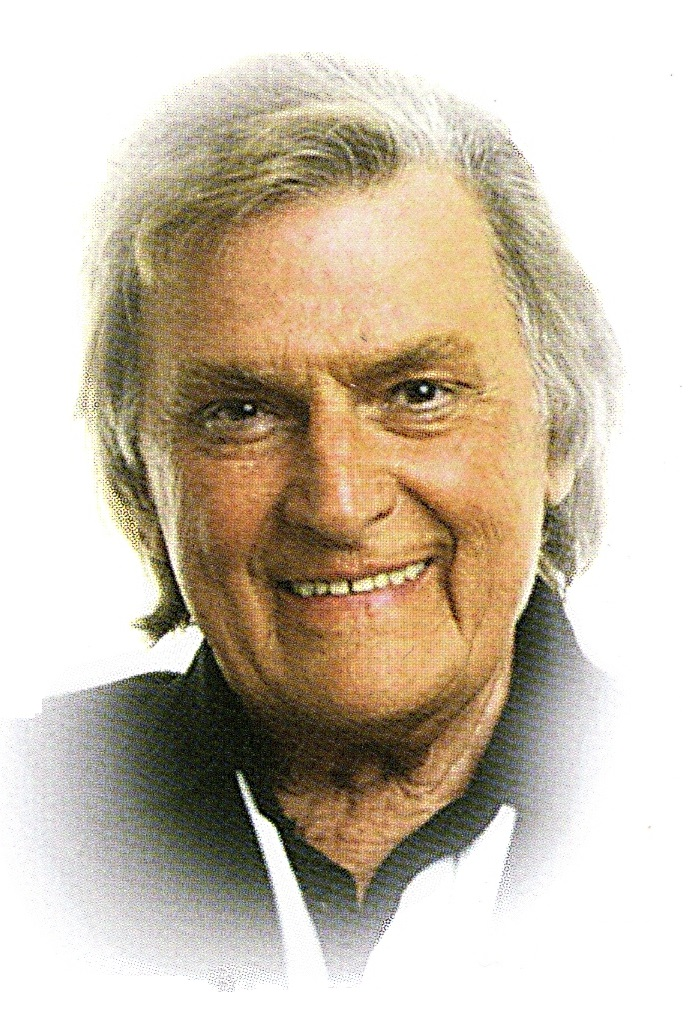
Florin Piersic, actor român de film, radio, televiziune, scenă și voce
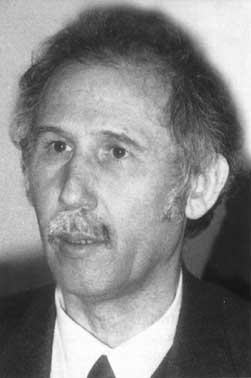
Marin Sorescu, scriitor, dramaturg român
Cornel Coman, actor român de film, teatru și TV
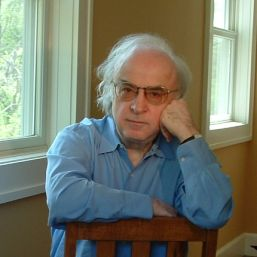
Norman Manea, scriitor român

- 3 ianuarie: Eugenia Botnaru, actriță de teatru și cinema din Republica Moldova (d. 2020)
- 7 ianuarie: Ioana Bulcă (Ioana Bulcă-Diaconescu), actriță română de teatru și TV (d.2025)
- 13 ianuarie: Ștefan Tcaciuc, politician român (d. 2005)
- 22 ianuarie: George Motoi, actor român de film și teatru (d. 2015)
- 27 ianuarie: Florin Piersic, actor român de film, radio, televiziune, scenă și voce

### Februarie
- 15 februarie: Tita Bărbulescu, interpretă de muzică populară (d. 2021)

- 19 februarie: Marin Sorescu, scriitor, dramaturg român (d. 1996)
- 23 februarie: Nicolae Coman, compozitor, poet, profesor, traducător și muzicolog român (d. 2016)

### Martie
- 8 martie: Gina Patrichi, actriță română film, radio, teatru și TV (d. 1994)
- 16 martie: Bujor Nedelcovici, scriitor român
- 19 martie: Ursula Andress, actriță americană de film
- 23 martie: Adrian Vasilescu, economist român
- 28 martie: Mario Vargas Llosa, scriitor peruan, laureat al Premiului Nobel (d. 2025)

### Aprilie
- 13 aprilie: Nicolae Velea, prozator și povestitor român (d. 1987)
- 15 aprilie: Petre Ivănescu, handbalist și antrenor român (d. 2022)
- 20 aprilie: Alfonso, Duce de Anjou și Cádiz (d. 1989)
- 23 aprilie: Anatoli Naiman, poet și scriitor rus (d. 2022)
- 29 aprilie: Gheorghe Tomozei, poet român (d. 1997)

### Mai
- 5 mai: Ion Dumeniuk, lingvist, profesor universitar, publicist și om de stat din R. Moldova (d. 1992)
- 9 mai: Glenda Jackson (Glenda May Jackson), actriță americană de film, dublă laureată al Premiului Oscar (d.2023)
- 13 mai: Francisc Baranyi, medic maghiar din România, deputat, ministru al sănătății (1998), (d. 2016)
- 15 mai: Mihai Rădulescu, poet român (d. 2009)
- 17 mai: Dennis Hopper (Dennis Lee Hopper), actor și regizor american (d. 2010)

### Iunie
- 4 iunie: Timotei Seviciu, arhiepiscop al Aradului, Ienopolei și Hălmagiului
- 11 iunie: Ioan Șișeștean, episcop al Episcopiei de Maramureș (d. 2011)
- 14 iunie: Cornel Coman, actor român de film, teatru și TV (d. 1981)
- 15 iunie: Claude Brasseur, actor francez (d. 2020)
- 27 iunie: Julos Beaucarne, poet și cântăreț belgian (d. 2021)
- 19 iulie: Norman Manea, romancier român de etnie evreiască, disident

### Iulie
- 6 iulie: Niculae Spiroiu, inginer și general de armată român, ultimul ministru militar (d. 2022)

### August

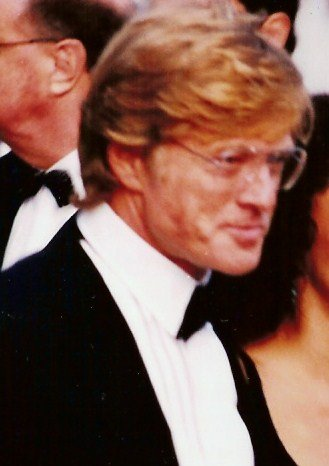
Robert Redford, actor american
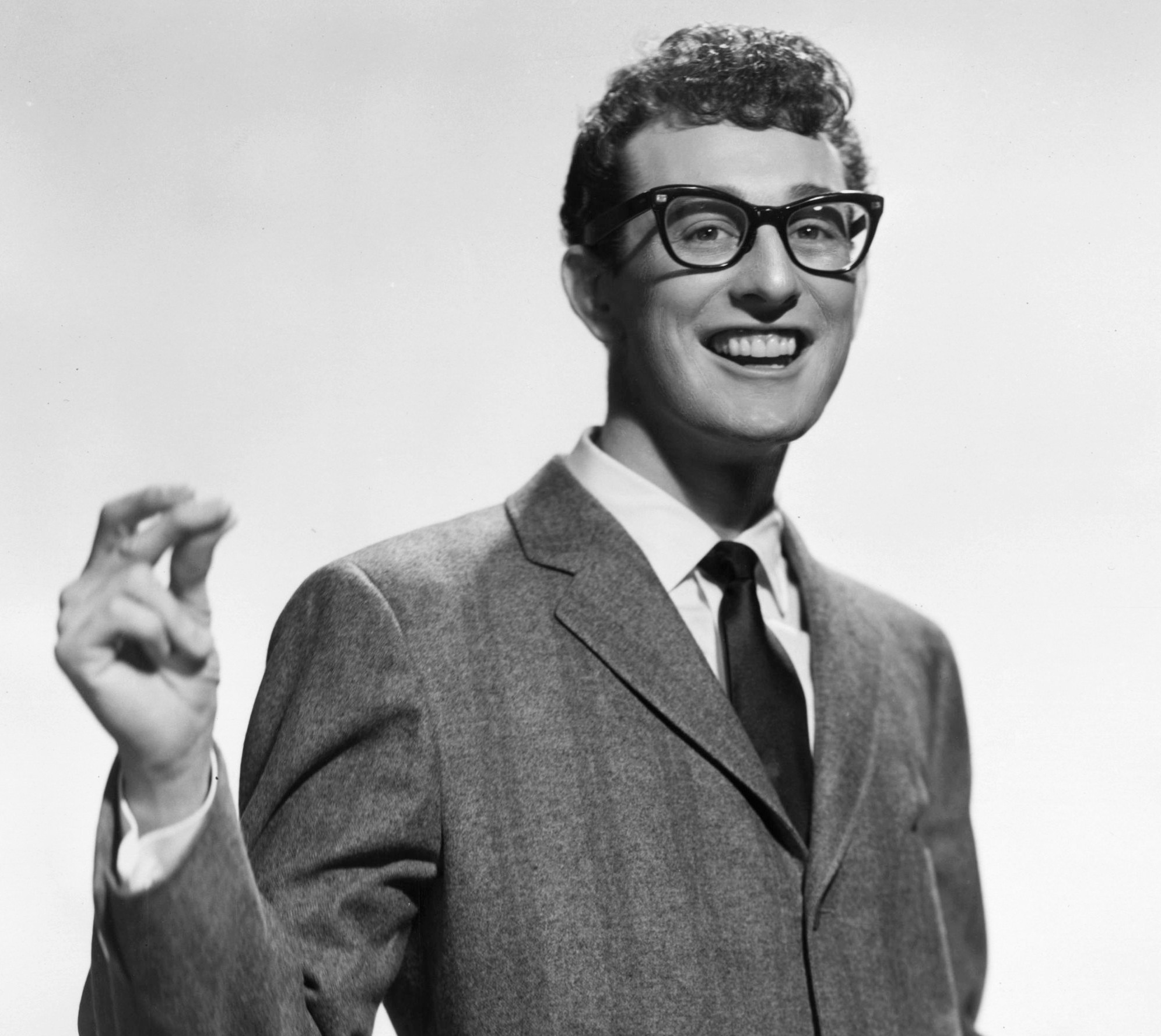
Buddy Holly, muzician american de rock and roll
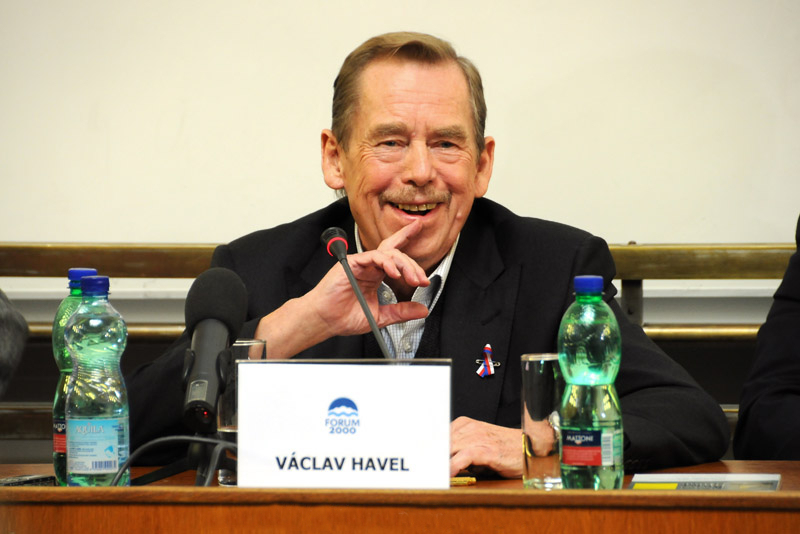
Václav Havel, scriitor, dramaturg, politician ceh, președinte al Cehiei
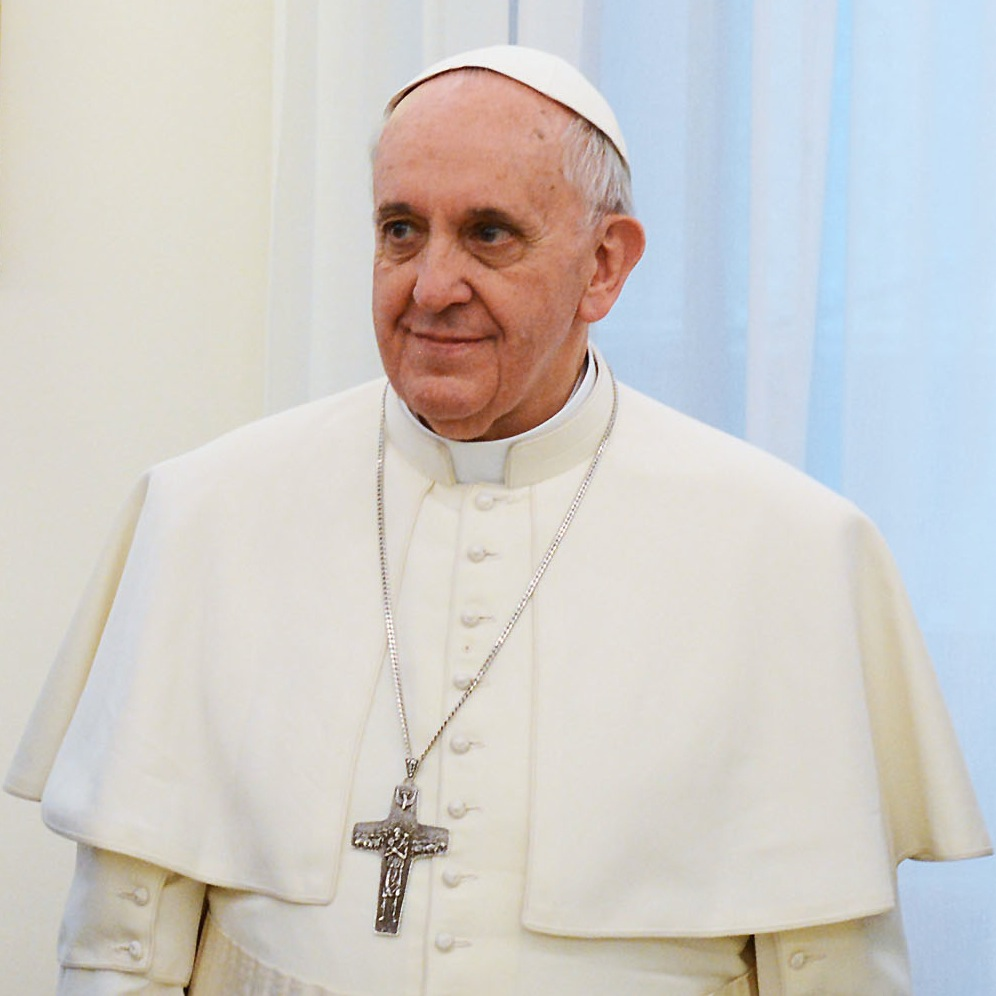
Papa Francisc, al 266-lea episcop al Romei și papă al Bisericii Catolice

- 1 august: Yves Saint-Laurent, designer de modă francez (d. 2008)
- 18 august: Robert Redford, actor american de film
- 25 august: Sebastian Papaiani (n. Sevastian Papaiane), actor român de film, radio, teatru, TV și voce (d. 2016)

### Septembrie
- 2 septembrie: Marina Voica (n. Marina Aleksandrovna Nikolskaia), cântăreață română de etnie rusă
- 7 septembrie: Buddy Holly (n. Charles Hardin Holley), muzician american stilul rock and roll (d. 1959)
- 14 septembrie: Ileana Stana-Ionescu, actriță română de film, teatru și TV (d. 2024)
- 25 septembrie: Ileana Sărăroiu, interpretă română de muzică populară și romanțe (d. 1979)
- 27 septembrie: Constantin Drăgănescu, actor român de film și televiziune (d. 2020)
- 29 septembrie: Silvio Berlusconi, magnat al mass-media italiene, prim-ministru al Italiei (1994-2011, cu intermitențe) (d. 2023)

### Octombrie
- 1 octombrie: Duncan Edwards, fotbalist englez (d. 1958)
- 5 octombrie: Václav Havel, scriitor, dramaturg, disident ceh (d. 2011)
- 13 octombrie: Christine Nöstlinger, scriitoare austriacă (d.2018)
- 27 octombrie: Dumitru Furdui, actor român de film (d. 1998)
- 31 octombrie: Michael Landon, actor american de film (d. 1991)
- 31 octombrie: Siminică (n. Simion Avram), artist român (acrobat), (d. 2018)

### Noiembrie
- 3 noiembrie: Roy Stanley Emerson, jucător australian de tenis
- 6 noiembrie: Emil Loteanu, actor, regizor, scenarist și scriitor (d. 2003)
- 30 noiembrie: Eric Walter Elst, astronom belgian (d. 2022)

### Decembrie
- 2 decembrie: Mitică Popescu, actor român de film, radio, teatru, televiziune și voce (d. 2023)
- 12 decembrie: Iolanda Balaș-Soter (n. Balázs Jolán), sportivă română de etnie maghiară (d. 2016)
- 17 decembrie: Papa Francisc (n. Jorge Mario Bergoglio), al 266-lea episcop al Romei și papă al Bisericii Catolice (d.2025)
- 25 decembrie: Alexandra Ogilvy, fiica prințului George
- 30 decembrie: Ion Agrigoroaiei, istoric, profesor universitar român (d. 2021)

## Decese

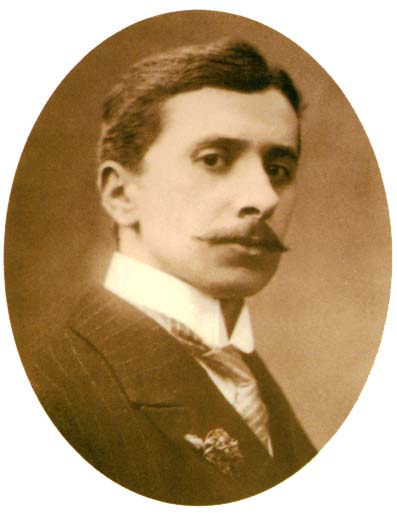
Mateiu Caragiale, autor, istoric al heraldicii, poet și scriitor român, fiul lui I.L. Caragiale
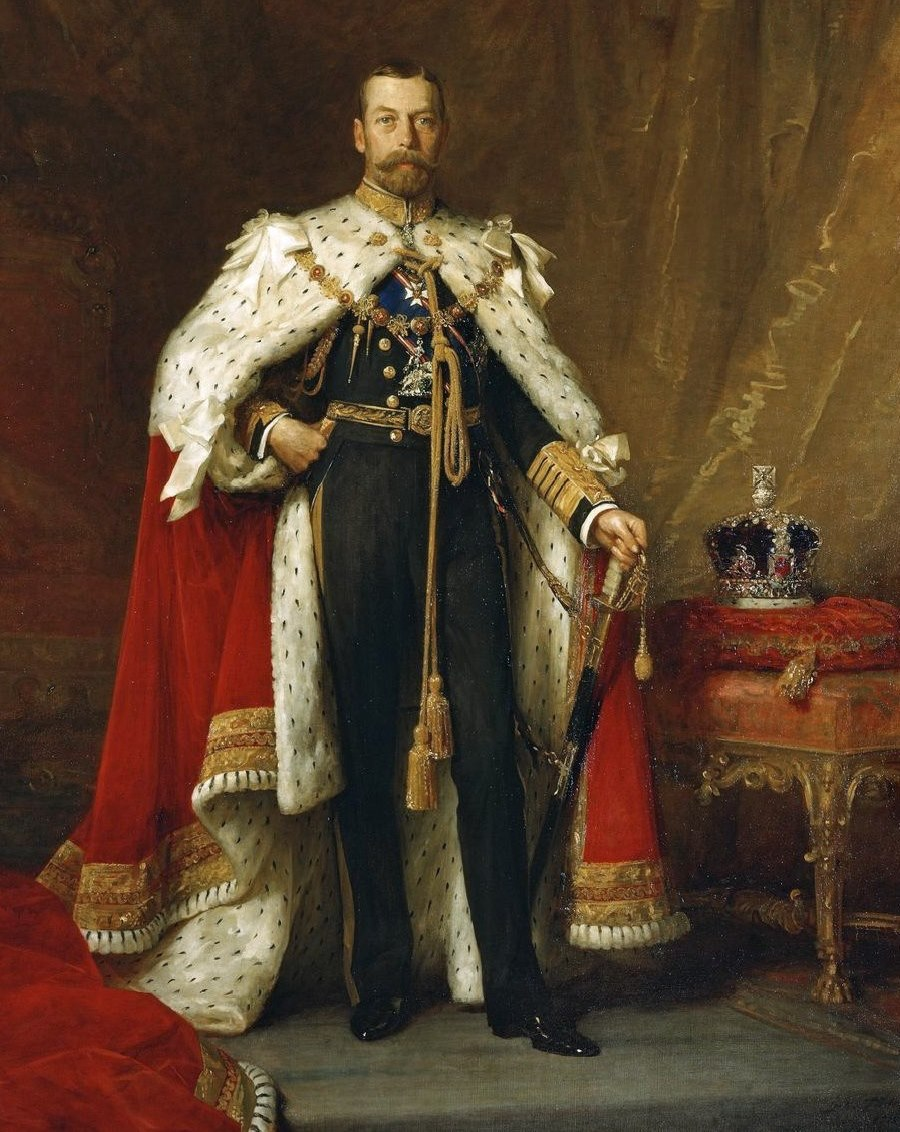
Regele George al V-lea al Regatului Unit
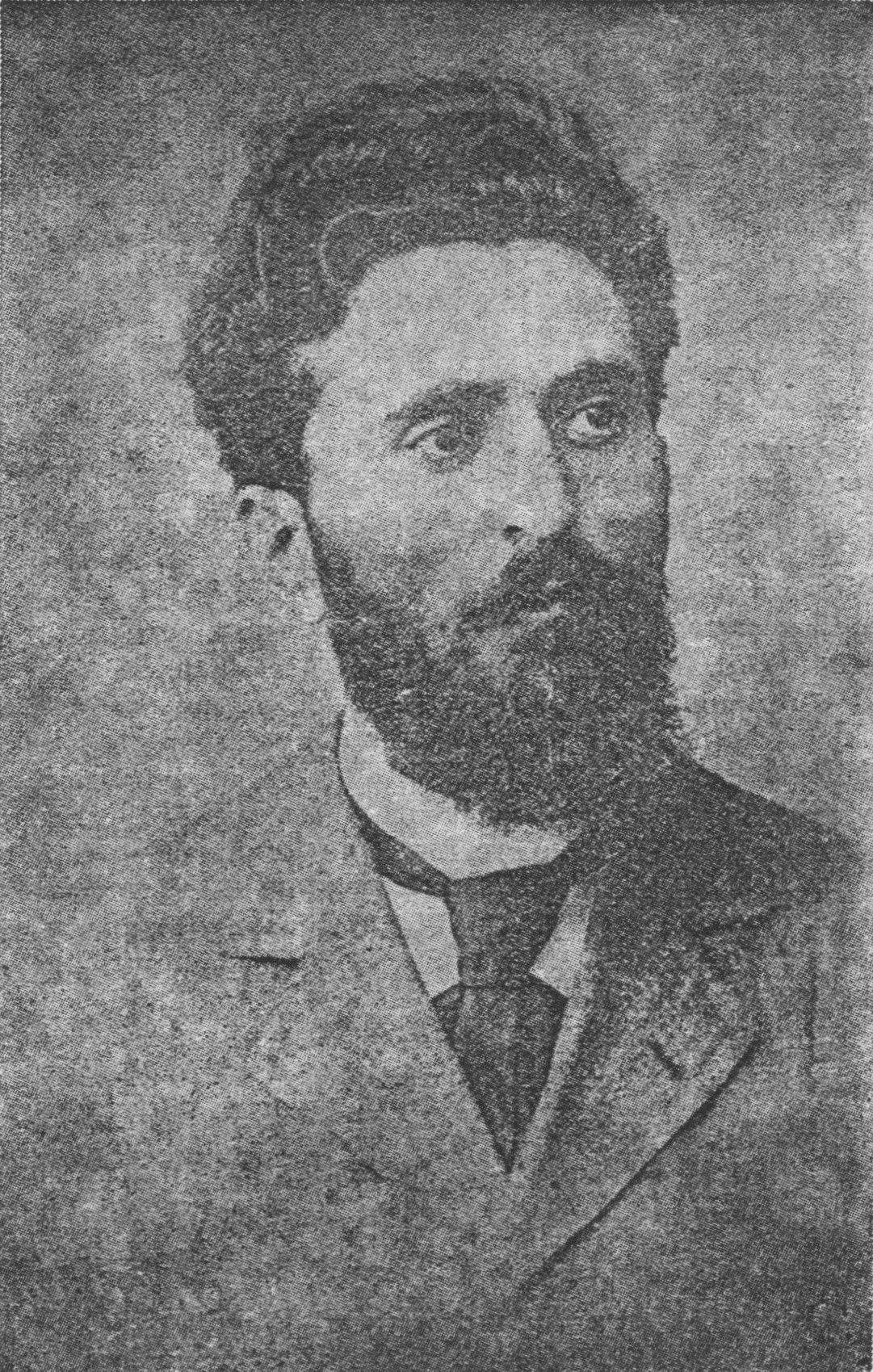
Garabet Ibrăileanu, critic literar, romancier și  istoric literar
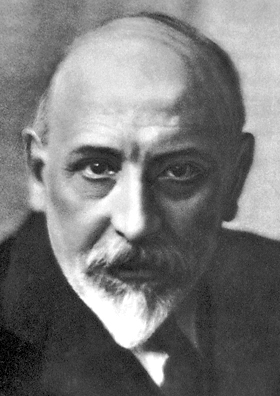
Luigi Pirandello, scriitor italian, laureat al Premiului Nobel

- 17 ianuarie: Mateiu Caragiale, 50 ani, autor, istoric al heraldicii, poet, scriitor român, fiul lui I.L. Caragiale (n. 1885)
- 18 ianuarie: Rudyard Kipling (n. Joseph Rudyard Kipling), 70 ani, scriitor britanic, laureat al Premiului Nobel (n. 1865)
- 20 ianuarie: Regele George al V-lea al Regatului Unit (n. George Frederick Ernest Albert), 70 ani (n. 1865)
- 23 februarie: Jean Mihail, 61 ani, om de afaceri român (n. 1875)
- 27 februarie: Ivan Pavlov, 86 ani, medic rus, laureat al Premiului Nobel (n. 1849)
- 11 martie: Garabet Ibrăileanu (Cezar Vraja), 64 ani, critic literar, romancier, istoric literar (n. 1871)
- 18 iunie: Maxim Gorki (n. Alexei Maximovici Peșkov), 68 ani, scriitor rus (n. 1868)
- 22 iunie: Gogea Mitu (n. Dumitru Ștefănescu), 21 ani, pugilist român (n. 1914)
- 21 iulie: Ion Marinescu-Vâlsan, 70 ani, pictor român (n. 1865)
- 18 august: Federico García Lorca, 38 ani, scriitor spaniol (n. 1898)
- 25 august: Lev Borisovici Kamenev (n. Lev Borisovici Rozenfeld), 53 ani, revoluționar bolșevic (n. 1883)
- 25 august: Grigori Evseievici Zinoviev (n. Ovsel Gershon Aronov Radomâsliski), 52 ani, revoluționar bolșevic (n. 1883
- 3 noiembrie: Filip Lazăr, 42 ani, compozitor român (n. 1894)
- 10 decembrie: Luigi Pirandello, 69 ani, scriitor italian, laureat al Premiului Nobel (1934), (n. 1867)

## Premii Nobel
- Fizică: Victor Franz Hess (Austria), Carl David Anderson (SUA)
- Chimie: Peter Debye (Țările de Jos)
- Medicină: Sir Henry Dale (Regatul Unit), Otto Loewi (Germania)
- Literatură: Eugene O'Neill (SUA)
- Pace: Carlos Saavedra Lamas (Argentina)

## Medalia Fields
- Lars Ahlfors (Finlanda)
- Jesse Douglas (SUA)